# Pietro Taglia
Pietro Taglia, actif dans la seconde moitié du XVIe siècle, est un compositeur italien de la Renaissance, actif à Milan, lié à Venise, et connu pour ses madrigaux. Ses compositions, très connues à son époque, sont fortement influencées par les innovations musicales portées notamment par Cyprien de Rore à Venise. Faute de sources, on ne connait pratiquement rien de sa vie.

## Biographie
Les seuls éléments biographiques dont nous bénéficions le concernant ne sont que des déductions tirées de ses publications et compositions musicales. Les registres attestent qu'il était, en 1565, maestro di cappella à l'église Santa Maria dei Miracoli presso San Celso de Milan, position qui lui confère des liens indéniables avec la musique sacrée. De manière inhabituelle cependant, on ne lui connaît aucune composition dans ce registre. Son premier recueil de madrigaux a été publié à Milan en 1555, et son œuvre continua d'être publiée, rééditée, ou adaptée en musique instrumentale, jusqu'à la fin du XVIe siècle.
Taglia entretenait des liens avec Venise, dont on ignore la teneur, faute de documents précis. Il semble qu'il ait été proche de Cyprien de Rore, madrigaliste vénitien le plus célèbre du milieu du siècle, comme l'atteste l'inclusion par Rore, dans l'une de ses publications, en 1557, d'un madrigal de Taglia. De plus, Taglia a contribué en 1564 au Greghesche du poète vénitien Manoli Blessi, sans doute à la suite d'une commande ou demande du poète.
Selon le musicologue Alfred Einstein, Taglia était certainement membre d'une petite société d'aristocrates, amateurs de musiques, comme l'attestent le soin et la qualité peu communs investis dans la publication, en 1555 et 1557, de ses deux recueils de madrigaux pour quatre et cinq voix. Les œuvres témoignent d'une attention particulière portée par leur auteur aux tendances progressistes des autres cités italiennes non contrôlées par l'Espagne. À cette époque, Milan, conquise par cette dernière, avait perdu l'essentiel de ses prestigieuses institutions musicales et culturelles qui avaient été florissantes sous la dynastie des Sforza. La musique sacrée qui continuait d'y être produite, notamment à la cathédrale, suivait les règles édictées par le Concile de Trente, d'autant plus que Charles Borromée, l'un des principaux instigateurs du Concile, y séjournait alors. La musique profane conservait néanmoins une certaine dynamique, les madrigaux et la musique instrumentale étant appréciées par l'administration espagnole,.

## Œuvre et influence
Trois publications de Taglia nous sont parvenues : le premier livre de madrigaux à quatre voix, publié par les frères Francesco et Simone Moscheni à Milan en 1555, et le premier et second livre de madrigaux à cinq voix, publiés par Francesco Moscheni, respectivement à Milan en 1557 et à Venise en 1564. D'autres madrigaux de sa composition, ainsi que des transpositions instrumentales de ces derniers, apparaissent dans des publications tierces.
Taglia préférait adapter la poésie de grands et renommées poète, tels que Pétrarque et L'Arioste. Dans ses compositions, il joue du contraste extrême entre des passages chromatiques et diatoniques, ainsi qu'entre rythmes lents et rapides. Il porte un grand soin aux expressions et déclamations des textes qu'il adapte. Alfred Einstein écrit à son sujet: « Taglia était un génie d'un haut rang, et en cette qualité, un penseur libre ». La renommée de Taglia est de plus attestée par la perpétuation de ses œuvres, par leur réédition jusque dans les années 1600.